# 吕克·律克斯
吕克·律克斯（荷兰语：Luc Luycx，荷蘭語發音：[ˈlyk ˈlœy̯ks]，1958年4月11日—）是欧元硬币正面的设计者。
律克斯是一位计算机工程师，亦是一位奖牌设计者。他出生于比利时阿尔斯特，现在现居登德尔蒙德。律克斯曾工作于比利时皇家铸币厂，并于1996年设计出欧元硬币的图样。他的签名可见于所有欧元银币：两个相连的字母L（LL）。在2欧元硬币上，这在正面的EURO字样中的字母O下方可见。

## 参阅
- 欧元
- 罗伯特·卡里纳